# Češka (České středohoří)
Češka je zarostlý kopec v severovýchodní části Českého středohoří, odkud je výhled jen na obec Prácheň u Kamenického Šenova. Je vysoký 631 metrů nad mořem, vůči Práchni je jen o 72 metrů výš.

## Název
Kopec nesl v minulosti ve státních mapových dílech více názvů. 
Nejrozšířenější název byl Česká skála vyskytující se na státních mapách měřítka 1 : 5 000 vydaných v letech 1975, 1983 a 1988 a dále ve vojenských topografických mapách vydaných v letech 1956 a 1961.
Název Čečka se vyskytl ve vydáních státní mapy měřítka 1 : 5 000 z let 1951 a 1996. Ve vojenské topografické mapě se vyskytl ve vydání z roku 1951.
Současný název Češka se vyskytl v mapě třetího vojenského mapování z let 1872–1953 a též v posledním vydání základních map ČR ze začátku 20. let 21. století.

## Popis
Mezi obcemi Slunečná (necelé 3 km daleko) a Prácheň (severně 1 km vzdálená) je zalesněný hřeben s čtyřmi vrcholy. Je dlouhý zhruba 4 km a součástí CHKO České středohoří v sousedství severně se rozkládajících Lužických hor, v okrese Česká Lípa. Jeden z vrcholů hřebene se nazývá Češka (na mapách KČT nadále Česká skála), kde byla vyhlídka po okolí, zejména na severovýchod, na Prácheň a Panskou skálu. Vyhlídka je z větší části zarostlá, výhled je omezený. Nahoře nejsou viditelné zbytky jakýchkoliv staveb. Kopec je tvořen zejména bazanitem. V minulosti byly do kopce navrtány kvůli čediči dvě průzkumné štoly.
Hřeben je řazen do východní části Českého středohoří (pravý břeh Labe), tedy do Verneřického středohoří. Hřeben i Češka jsou na rozhraní katastrů Prácheň 732770 a Slunečná u České Lípy 750760.

## Přístup
Na vrchol vede modře vyznačená vrcholová odbočka dlouhá 500 metrů z rozcestí Česká skála (odbočka). Modrá trasa, dříve značená jako turistická značená trasa 1673, je vedena z Práchně do Slunečné, na zmiňovaném rozcestí se napojuje trasa žlutá od Práchně do obce Volfartice části Nová Ves. Nahoru na hřeben ani k rozcestí nelze jet autem.

## Galerie

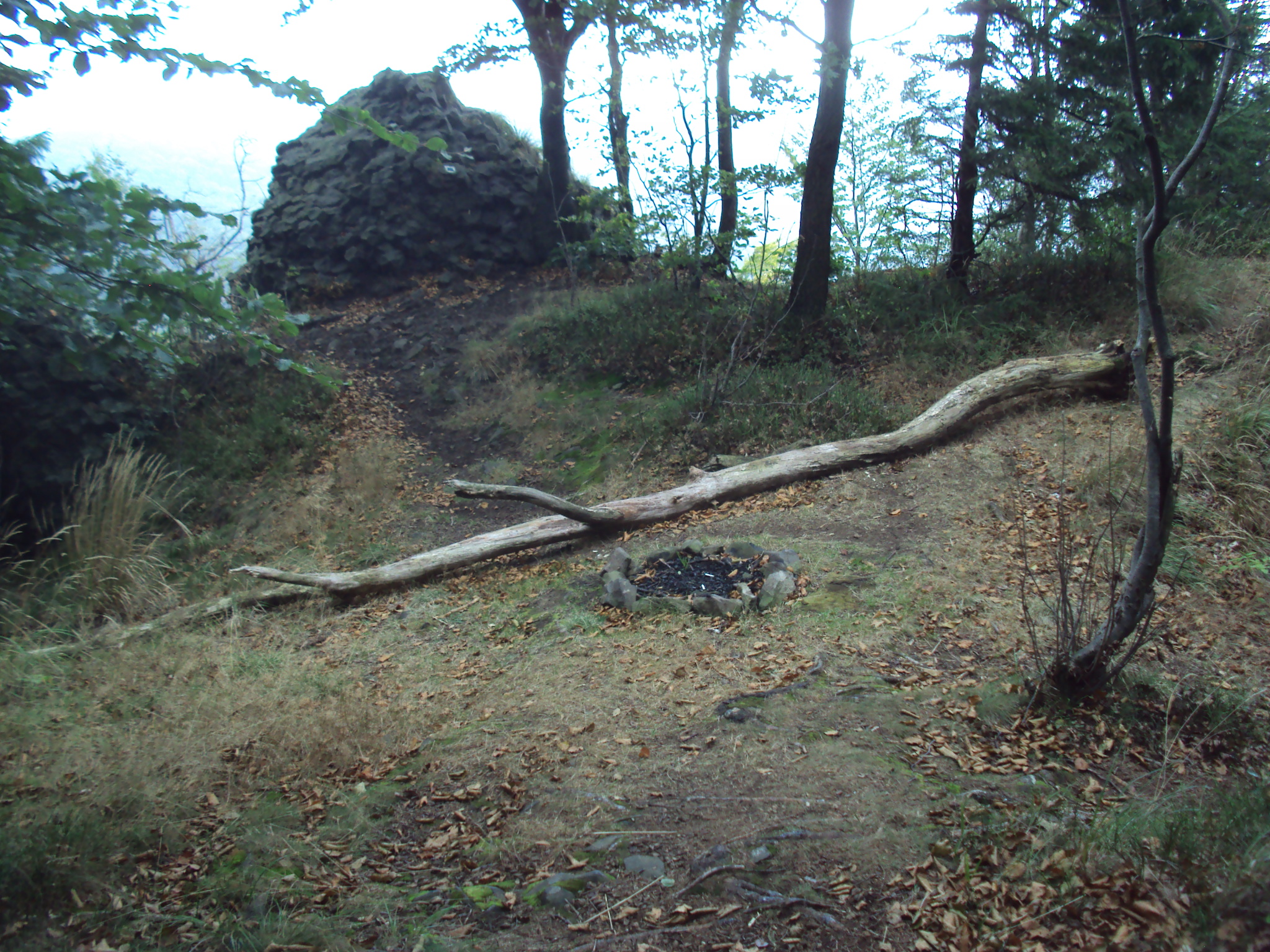
Na vrcholu
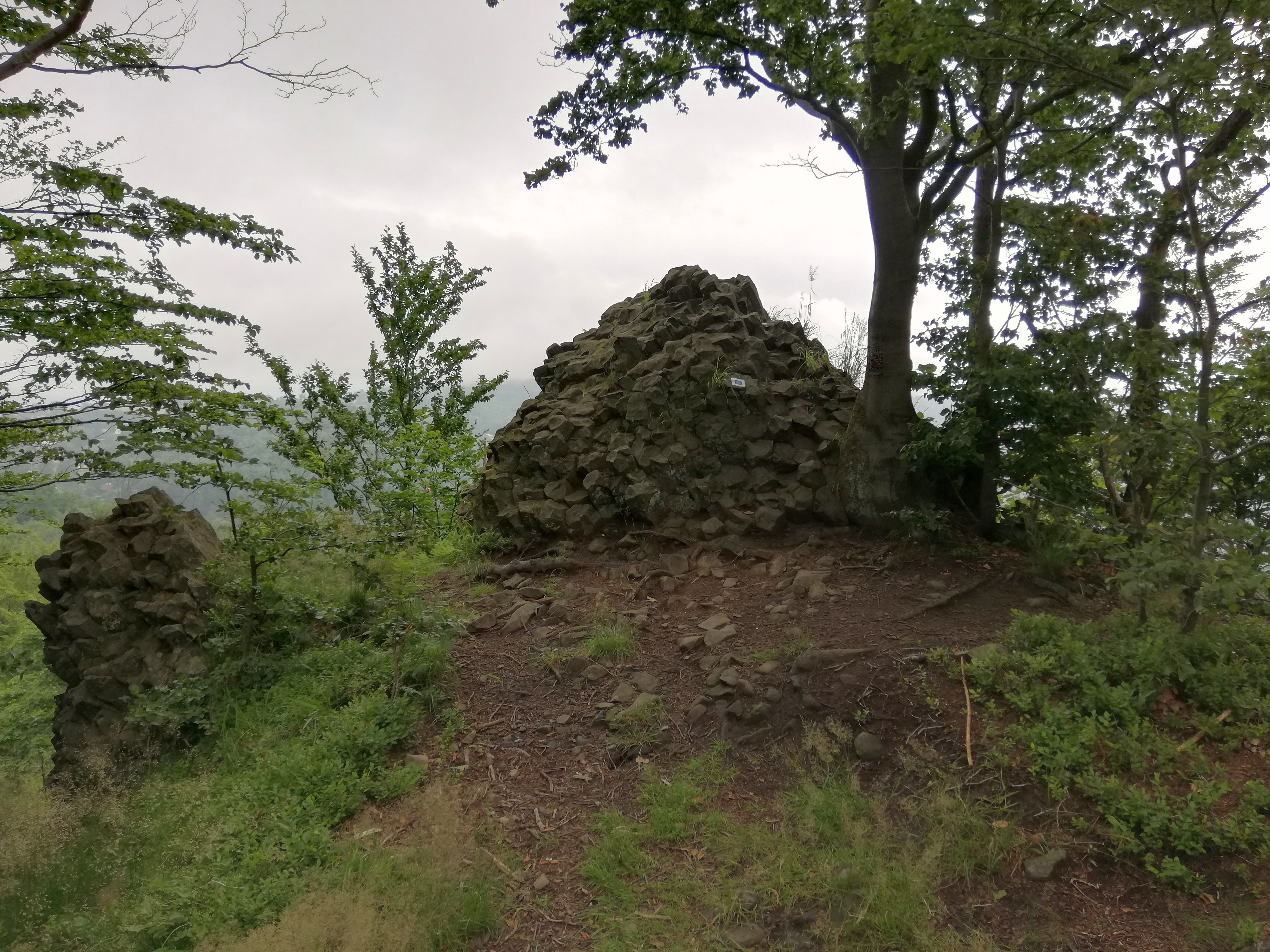
Skalní útvary na vrcholu
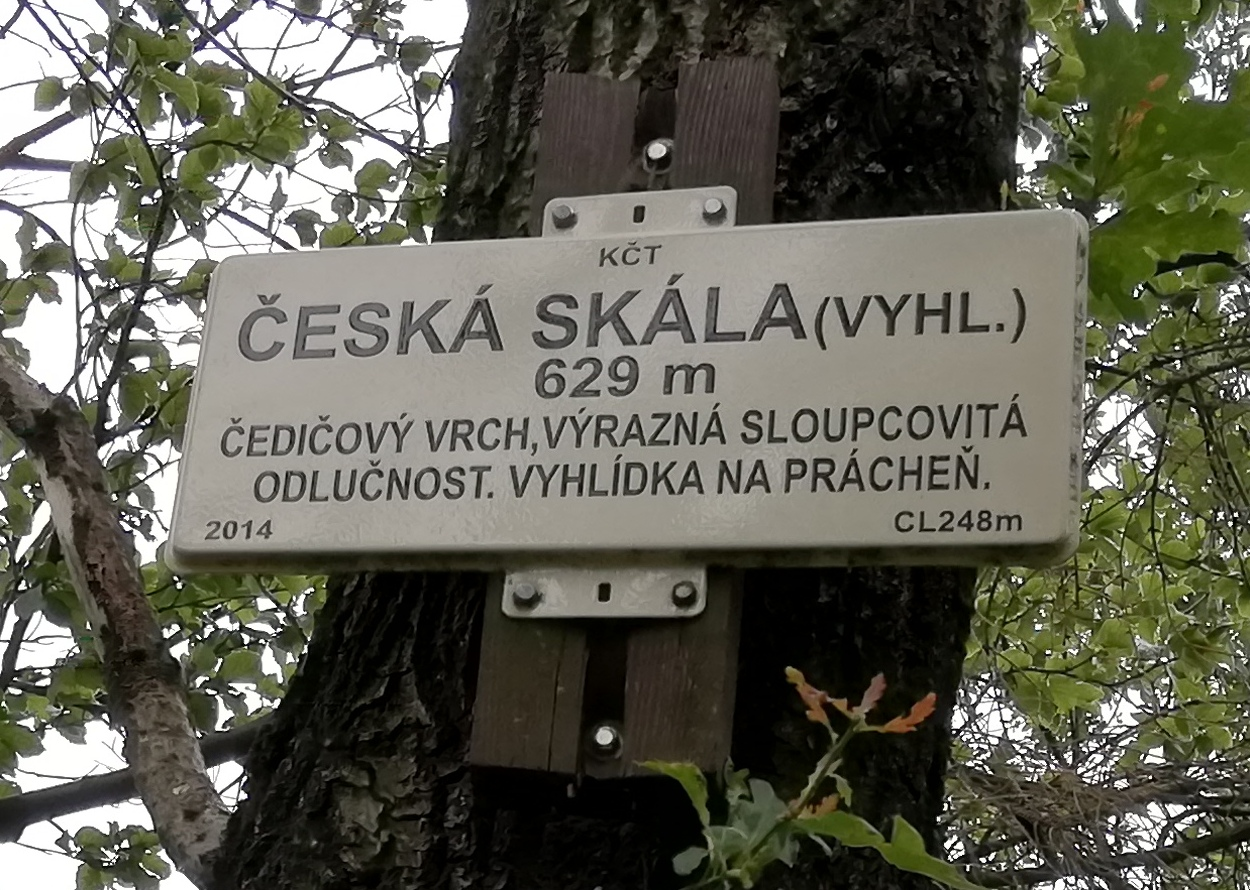
Informační tabulka KČT na vrcholu